# شفیلد (آیووا)
شفیلد (به انگلیسی: Sheffield) شهری در ایالت آیووا کشور ایالات متحده آمریکا است که جمعیت آن در سرشماری سال ۲۰۱۰ میلادی، ۱٬۱۷۲ نفر بوده‌است.